# Malèna (film)
Malèna è un film del 2000 scritto e diretto da Giuseppe Tornatore.
Di produzione italo-statunitense, è la pellicola che ha consacrato la notorietà internazionale come attrice di Monica Bellucci, fino a quel momento conosciuta principalmente come modella.

## Trama
A Castelcutò, immaginario paese della Sicilia, durante la seconda guerra mondiale, il dodicenne Renato Amoroso, così come tutti i coetanei suoi amici e concittadini, è attratto dalla bellissima ed elegante Maddalena Bonsignore Scordía, chiamata da tutti Malèna, figlia di un professore della scuola frequentata dallo stesso Renato, la quale vive da sola in quanto suo marito Antonino, detto Nino, è partito per il fronte. La bellezza della donna, tuttavia, le causa numerosi problemi, poiché l'ha resa sogno erotico per ogni uomo ed oggetto dell'invidia e dell'odio di ogni donna del posto, al punto che, dovunque si trovi a passare, tutti la osservano e le parlano dietro le spalle. L'attrazione di Renato, che vede Malèna per la prima volta nello stesso giorno in cui Benito Mussolini annuncia l'ingresso in guerra dell'Italia, si trasforma ben presto in un sincero innamoramento e in una vera e propria ossessione; non potendo dichiararsi a causa della differenza d'età, comincia ad immaginarla in tutte le sue fantasie erotiche, a spiarla ed a seguirla ovunque, arrivando persino a rubarle un capo di biancheria intima, motivo per cui viene duramente punito dai familiari.
Un giorno arriva la notizia della morte sui campi di battaglia in Africa del marito di Malèna, che rimane vedova e perde anche l'affetto del padre, che visitava quotidianamente, il quale, arrabbiato per i pettegolezzi che la riguardano, interrompe ogni rapporto con lei ed abbandona il lavoro di insegnante. Malèna resta indifesa davanti alle voci diffamanti che arrivano a sostenere che si sarebbe concessa a numerosi uomini, fra cui il tenente Cadei, giovane e affascinante aviatore scapolo, con il quale aveva in effetti intrapreso una timida relazione. La protagonista viene trascinata in tribunale dall'anziana moglie di un dentista con l'accusa di adulterio e vince la causa, ma viene poi violentata dal suo avvocato, da sempre attratto da lei, mentre Cadei viene trasferito all'estero dopo aver dichiarato che la relazione con Malèna non era stata altro che una semplice avventura.
In seguito il padre di Malèna muore a causa di un bombardamento degli Alleati e lei, ormai senza risorse, amici e famiglia, si rende conto di avere un unico strumento per sopravvivere: la sua bellezza. Decide quindi, pur sapendo di perdere la propria dignità, di prostituirsi, accorciandosi i capelli corvini e tingendoseli di un colore fulvo ed assumendo un atteggiamento sempre più sensuale. Renato non si dà pace, perché vorrebbe aiutarla ma non può, quindi continua ad osservarla di nascosto ed a cercare inutilmente di farsi notare da lei. Vedendola concedersi ai personaggi più in vista della comunità, Renato rimane sconvolto al punto tale da svenire; la madre lo porta da un sacerdote che lo crede vittima di una possessione diabolica e tenta invano un esorcismo per farlo tornare in sé. È invece il padre a sbloccarlo, portandolo in una casa di tolleranza, dove Renato fa l'amore con una prostituta immaginando che sia Malèna.
Nel frattempo le sorti della guerra precipitano ed i tedeschi invadono Castelcutò; per qualche mese Malèna si ingrazia le truppe naziste portando a letto i soldati insieme a Gina, un'altra avvenente donna del paese che in precedenza era stata l'amante del signorotto locale, ma quando i tedeschi si ritirano e arrivano gli americani, le donne del paese accusano la protagonista di collaborazionismo e la linciano barbaramente in pubblico, picchiandola e tagliandole i capelli. Ferita nel corpo e nell'anima, Malèna decide di scappare e si trasferisce a Messina.
A sorpresa, un giorno a Castelcutò torna Nino Scordía, che in realtà non era morto ma era stato fatto prigioniero di guerra, perdendo un braccio e contraendo la malaria in India che lo aveva ridotto in fin di vita. L'uomo si reca subito alla casa in cui abitava con la moglie, ma la trova occupata da numerosi sfollati; chiede quindi aiuto al comando americano per cercare Malèna, ma nessuno sa dove si trovi. Nino viene deriso dagli ex fascisti che un tempo avevano desiderato ed insidiato sua moglie; Renato, rattristato, gli fa avere una breve lettera in cui gli comunica di essere l'unico a sapere la verità su Malèna, lo rassicura sul fatto che la donna abbia sempre amato davvero solo lui e che la situazione era precipitata a causa del fatto che era stato dato per morto e lo informa di averla vista partire per Messina. Nino decide quindi di raggiungerla.
Un anno dopo i coniugi Scordía tornano a Castelcutò e, a testa alta, insieme, attraversano la grande piazza cittadina che un tempo Malèna era solita percorrere da sola, sotto lo sguardo indiscreto dei paesani. Questa volta la gente li accoglie con calore e perfino le stesse donne che avevano duramente pestato Malèna la trattano ora con gentilezza, solo perché, essendo di nuovo con il marito, non rappresenta più una minaccia per loro. Malèna, sempre molto bella ma ingrassata e vestita in modo anonimo, si reca al mercato del paese, e rientrando verso casa le cadono alcuni frutti dalla borsa della spesa, che Renato raccoglie e le consegna, augurandole buona fortuna; è l'unico momento in cui Renato e Malèna hanno una minima interazione.
Il film si conclude con un nostalgico pensiero di un Renato ormai vecchio e rassegnato alla banalità della sua vita, che ammette di aver conosciuto molte donne che lo hanno pregato di ricordarsi di loro e di averle, alla fine, dimenticate tutte; l'unica donna che proprio non riesce a dimenticare è lei, Malèna.

## Produzione
Il film è stato girato nel 1999 tra Noto, Siracusa, Catania, Realmonte (Scala dei Turchi), Poggioreale (ruderi) ed El Jadida. Giuseppe Tornatore dedicò questo film a suo padre, la cui dedica appare all'inizio del film.
Inizialmente il regista Giuseppe Tornatore voleva assegnare il ruolo della protagonista alla ballerina Rossella Brescia, che però rifiutò la parte a causa delle insistenze di un fidanzato geloso.

## Accoglienza

### Incassi
Con un budget di 20 milioni di dollari, il film ha incassato a livello globale 14,4 milioni di dollari, non riuscendo a coprire le spese di produzione.

## Distribuzione
Il film è uscito nelle sale italiane il 27 ottobre 2000.

## Riconoscimenti
- 2001 - Premio Oscar
  - Candidatura alla migliore fotografia a Lajos Koltai
  - Candidatura alla migliore colonna sonora a Ennio Morricone
- 2001 - Golden Globe
  - Candidatura al miglior film straniero (Italia)
  - Candidatura alla migliore colonna sonora a Ennio Morricone
- 2001 - BAFTA Awards
  - Candidatura al miglior film straniero (Italia)
- 2001 - David di Donatello
  - Miglior fotografia a Lajos Koltai
  - Candidatura alla miglior colonna sonora a Ennio Morricone
  - Candidatura alla miglior scenografia a Francesco Frigeri
  - Candidatura ai migliori costumi a Maurizio Millenotti

- 2001 - Nastro d'argento
  - Migliore colonna sonora a Ennio Morricone
  - Candidatura alla miglior scenografia a Francesco Frigeri
  - Candidatura ai migliori costumi a Maurizio Millenotti
  - Candidatura al migliore montaggio a Massimo Quaglia
- 2001 - Globo d'oro
  - Miglior attore esordiente a Giuseppe Sulfaro
- 2000 - National Board of Review Award
  - Migliori film stranieri (Italia)
- 2001 - Festival di Cabourg
  - Grand Prix a Giuseppe Tornatore